# Kale Water
Kale Water ist ein rechter Nebenfluss des River Teviot in der schottischen Council Area Scottish Borders.

## Verlauf
Der Fluss entspringt am Nordhang des Leap Hill in den Cheviot Hills im Leithope Forest. Die englisch-schottische Grenze verläuft über die Kuppe des 471 Meter hohen Hügels rund 160 Meter südlich. Der Oberlauf des Kale Waters bis zur Einmündung mehrerer Bäche nahe dem Weiler Upper Hindhope wird als Long Burn bezeichnet.
Auf den ersten Kilometern vornehmlich in nordöstlicher Richtung fließend, verläuft das Kale Water ab Upper Hindhope stark mäandrierend nach Norden. Nach rund 21 Kilometern, rund zwei Kilometer vor der Ortschaft Morebattle, wendet sich der Fluss abrupt nach Westen und dann Nordwesten. Nach 32 Kilometern mündet er bei Eckford von rechts in den River Teviot, der über den River Tweed in die Nordsee entwässert.

## Umgebung
Das Kale Water durchfließt dünnbesiedelte Regionen der Scottish Borders. Auf seinem Lauf passiert es verschiedene Weiler und mit Morebattle die einzige Ortschaft. Die Römerstraße Dere Street querte den Oberlauf des Kale Waters zum am linken Ufer gelegenen Kastell Pennymuir. Nordöstlich liegt das vermutlich bronzezeitliche Hügelgrab Pennymuir Bridge am rechten Ufer.
Die B4601 folgt ab der Mündung grob dem Lauf des Kale Waters. Sie quert den Fluss bei Morebattle und verläuft dann weiter in östlicher Richtung. Mit der Caverton Mill Bridge quert eine denkmalgeschützte Brücke jenseits von Morebattle den Fluss. Die von Berwick-upon-Tweed nach Hawick führende A698 quert das Kale Water kurz vor seiner Mündung. Trotz ihres Namens überspannt die Kalemouth Suspension Bridge nicht das Kale Water, sondern den River Teviot nahe der Mündung des Kale Waters.

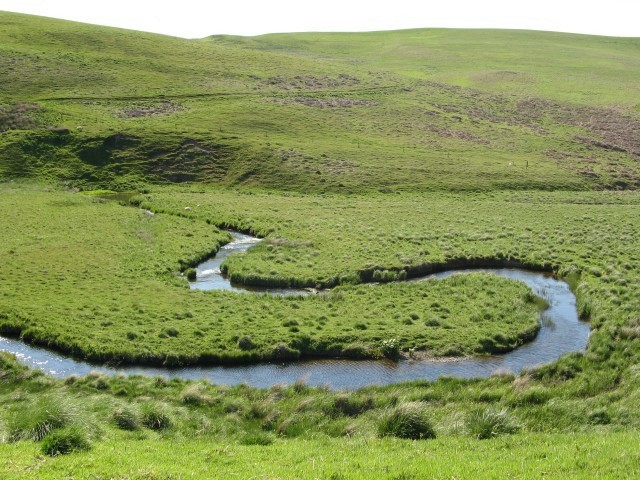
Mäandrierender Oberlauf
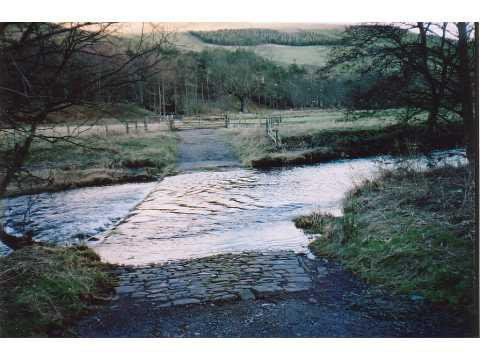
Furt bei Morebattle